# Бобровы
Бобровы — русский дворянский род.
Самые древние его представители, Иван и Василий, в 1503 г. владели деревнями в Дмитровском уезде. В 1536 г. Иван Бобров надзирал за постройкой укреплений в Вологде и Устюге, и около того же времени (ранее 1539 г.) Иван Дмитриевич составил писцовые книги по Звенигородскому уезду; его же имя значится в поручной записи по князьям Андрее и Иване Шуйских, а Ждан Бобров — в 1571 году в 150 рублях по боярине князе Иване Федоровиче Мстиславском. В 1562 г. Василий Залешенников сын ездил к царю с грамотой от Ивана Петровича Федорова, бывшего воеводой в Юрьеве Ливонском. В 1573 году опричником Ивана Грозного числился Василий Бобров. В 1577 и 1578 гг. Василий Матвеевич был осадным головою в ливонском городе Каловерии.
Степан в 1580 г. был наместником государевым в Невле. Его сын Григорий упоминается в 1615—1616 и 1619—1620 гг. как воевода изборский; в 1627 г. он снова был послан в Изборск на воеводство, а в 1628 г. отозван оттуда. Яков Борисович в 1581 г. был осадным головою в Говьи. Его сын Василий в 1614 и 1617 гг. упоминается как воевода себежский, в 1619—1622 гг. воеводствовал в Острове, в 1624—1626 гг. был воеводой в Гдове, а в 1627 г. снова послан в Остров, где и умер в 1628 г. Иван Бобров в 1618 г. был воеводою в Себеже. Известно ещё несколько дьяков Бобровых: Тимофей в 1543 г. был дьяком в Москве, Василий, дьяк Ржевы Пустой, в 1627 г. был зван к государеву столу в Москве. В 1683 и 1686 гг. упоминается стряпчий митрополита новгородского, Алексей Бобров.
Один из Бобровых значится в числе владельцев населенных имений 1699 года.

## Описание герба
В золотом щите бобр натурального цвета с червлёными глазами и языком. Оконечность щита разделена шахматообразно в три ряда серебром и червленью.
Щит увенчан дворянским коронованным шлемом. Нашлемник: три страусовых пера — среднее золотое, на нём вертикально три червлёные розы. Правое — чёрное, левое — червлёное. Намёт: справа чёрный с золотом, слева червлёный с серебром. Девиз: «ЖИВИ ТРУДОМ И ПРАВДОЙ» чёрными буквами на золотой ленте.
Герб Николая Боброва внесён в часть 17 Общего гербовника дворянских родов Всероссийской империи.